# Xavier Sneed
Xavier Tyron Sneed (St. Louis, Misuri; 21 de diciembre de 1997) es un baloncestista estadounidense que pertenece a la plantilla del Happy Casa Brindisi de la Lega Basket Serie A. Con 1,96 metros de estatura, juega en la posición de alero.

## Trayectoria deportiva

### Universidad
Jugó cuatro temporadas con los Wildcats de la Universidad Estatal de Kansas, en las que promedió 10,7 puntos, 4,5 rebotes, 1,5 asistencias y 1,4 robos de balón por partido.

#### Estadísticas
| Año     | Equipo       | PJ  | PT  | MPP  | %TC  | %3P  | %TL  | RPP | APP | ROB | TPP | PPP  |
| ------- | ------------ | --- | --- | ---- | ---- | ---- | ---- | --- | --- | --- | --- | ---- |
| 2016–17 | Kansas State | 35  | 2   | 18.3 | .429 | .339 | .726 | 2.6 | .6  | .9  | .2  | 7.1  |
| 2017–18 | Kansas State | 37  | 37  | 31.4 | .417 | .344 | .739 | 5.1 | 1.8 | 1.6 | .3  | 11.1 |
| 2018–19 | Kansas State | 33  | 33  | 30.7 | .396 | .346 | .670 | 5.5 | 1.9 | 1.4 | .3  | 10.6 |
| 2019–20 | Kansas State | 32  | 32  | 32.5 | .365 | .304 | .690 | 4.8 | 1.7 | 1.8 | .3  | 14.2 |
| Total   | Total        | 137 | 104 | 28.1 | .397 | .332 | .703 | 4.5 | 1.5 | 1.4 | .3  | 10.7 |

### Profesional
Tras no ser elegido en el Draft de la NBA de 2020, firmó contrato con los Charlotte Hornets el 30 de noviembre para disputar la pretemporada, siendo despedido tras tres partidos disputados. El 27 de enero de 2021 fichó como jugador afiliado con los Greensboro Swarm de la NBA G League, y promedió 8,1 puntos, 4 rebotes y 1,8 robos en 13 partidos.
El 7 de abril de 2021, Sneed firmó con los Niagara River Lions de la Canadian Elite Basketball League. El 20 de septiembre de 2021, Sneed firmó otro contrato con los Hornets. Sin embargo, fue despedido el 8 de octubre. El 24 de octubre firmó de nuevo con los Greensboro Swarm.
El 27 de diciembre de 2021 firmó un contrato de diez días con los Memphis Grizzlies, a cuyo término regresó de nuevo a los Swarm. El 16 de febrero de 2022, firma un contrato dual con  Utah Jazz. El 16 de septiembre es cortado por los Jazz.
El 4 de noviembre de 2022, comenzó la temporada con los Greensboro Swarm de la G League. El 28 de marzo de 2023, firma un contrato de 10 días con Charlotte Hornets, firmando un contrato dual el 7 de abril.
El 30 de agosto de 2023 firmó con Happy Casa Brindisi de la Lega Basket Serie A.

## Estadísticas de su carrera en la NBA

### Temporada regular
| Año     | Equipo    | PJ | PT | MPP  | %TC  | %3P  | %TL   | RPP | APP | ROB | TPP | PPP |
| ------- | --------- | -- | -- | ---- | ---- | ---- | ----- | --- | --- | --- | --- | --- |
| 2021-22 | Memphis   | 2  | 0  | 4.0  | .000 | .000 | —     | 1.0 | .0  | .0  | .0  | .0  |
| 2021-22 | Utah      | 7  | 0  | 4.4  | .250 | .167 | —     | .6  | .1  | .0  | .0  | .7  |
| 2022-23 | Charlotte | 4  | 0  | 12.0 | .500 | .500 | 1.000 | 1.3 | 1.3 | .0  | .3  | 4.3 |
| Total   | Total     | 13 | 0  | 6.7  | .350 | .286 | 1.000 | .8  | .5  | .0  | .1  | 1.7 |